# Меморіал мучеників (Алжир)
Меморіал мучеників (араб. مقام الشهيد) — монумент, встановлений в м Алжир в Алжирі на честь полеглих у Війні за незалежність Алжиру (1954—1962) рр.
Урочисто відкритий 5 липня 1982 року в 20-річницю річчя Незалежності Алжиру. Автор пам'ятника — польський скульптор Мар'ян Конечний.

## Опис
Загальна висота пам'ятника — 92 метри. Пам'ятник складається з трьох стилізованих 14-метрових залізобетонних пальмових гілок, що оберігають Вічний вогонь, який знаходиться посередині, далі — склеп з останками полеглих борців, амфітеатр і музей Ель-Муджахід (підземний). Ребра, що спираються одне на інше, сходяться біля вершини, виконаної у формі ісламської вежі з діаметром 10 метрів і висотою 7,6 метра, увінчаною 6-метровим куполом, де знаходиться оглядовий майданчик. Біля підніжжя кожної гілки встановлена скульптура алжирського солдата, що символізує боротьбу за незалежність своєї країни.

## Будівництво
Lavalin Magazine, , архітектурна модель створена в Інституті образотворчих мистецтв в Алжирі під керівництвом архітектора Башира Йєллеса. Будівництво тривало всього дев'ять місяців і закінчилось в 1982 р.

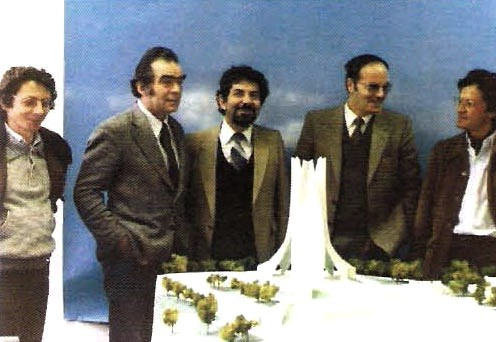
У Монреалі в 1981 році, Башир Йєллес, інженери компанії Лавалін і фронтальна частина меморіалу

Споруджений канадською компанією Фіцпатріка та партнерською компанією Lavalin ,